# Cap cai
Cap cai, soms gespeld als cap cay (Chinees 雜菜; pinyin: zácài; Pe̍h-ōe-jī: cha̍p-chhài; letterlijk 'gemengde groenten'), is de Hokkien-afgeleide term voor een populair Chinees Indonesisch en Peranakaans roergebakken groentegerecht dat afkomstig is uit de Fujian-keuken. In Nederland is het bekend als (de Indonesische versie van) tjaptjoi en de meest geserveerde versie van tjaptjoi.
Diverse groenten zoals bloemkool, wittekool, paksoi, Chinese kool, wortel, babymaïs, champignons en prei worden fijngehakt en geroerbakt in een wok met een kleine hoeveelheid bakolie en water. Gehakte knoflook en ui met zout, suiker, sojasaus, Chinese kookwijn en oestersaus zijn toegevoegd voor de smaak. De vloeibare sauzen worden ingedikt met maïszetmeel. 
Cap cai kan worden gemaakt als een vegetarisch gerecht, of gemengd met vlees zoals kip, lever of spiermaag, rundvlees, vis, garnalen of inktvis en plakjes rundvlees of vis bakso (gehaktballen). Het type en de aantallen groenten verschillen afhankelijk van receptvariaties en de beschikbaarheid van groenten in elk huishouden, maar de meest voorkomende groenten in eenvoudige cap cai zijn bloemkool, kool en wortel. 